# Pont de Third Avenue
Le pont de Third Avenue (en anglais : Third Avenue Bridge) est un pont reliant les arrondissements du Bronx et de Manhattan à New York. La structure actuelle a remplacé, en 2005, l'ancien pont construit il y a 100 ans environ. Le pont a été récompensé, dans la même année 2005, par l'Alliance nationale de pont d'acier. 

## Dilatation thermique à cause d'un dôme de chaleur
Le lundi 8 juillet 2024, vers 14h45, le pont a été bloqué à cause de la dilatation thermique de l'acier. Ce jour-là, la ville subissait un fort dôme de chaleur. Dans l'optique de rétablir la fonction du pont, plusieurs bateaux de l'unité fluviale ont été mobilisés, pour refroidir la structure en l'arrosant. Finalement, la circulation des voitures a été rétablie vers 18h30. Aucune victime n'a été enregistrée,.   